# Ljungordningen
Ljungordningen (Ericales) är en stor ordning av trikolpater. Det finns många olika växtslag i denna ordning: träd, buskar, lianer och örter. Även köttätande växter finns, såsom flugtrumpet. Ericales-växter finns över hela världen och sammanlagt finns över 8 000 arter varav mellan 2 000 och 4 000 finns i ljungväxterna. Många Ericales-arter har fem kronblad, som ofta är sammanvuxna. 

## Egenskaper och exempelväxter
Mykorrhiza är en intressant egenskap som ofta förknippas med Ericales. Symbios med svampar är ganska vanligt i denna ordning, och det finns tre sorters mykorrhiza som endast finns här. ericoid, arbutoid och monotropoid mykorrhiza. Dessutom har några familjer i ordningen stor förmåga att ta upp och lagra aluminium.
Utan tvivel är den ekonomiskt mest betydande växten i Ericales te. Det finns också ätliga frukter, bland annat kiwi, persimon, lingon, blåbär och tranbär. Många arter odlas också som prydnadsväxter.

## Klassificering
Följande familjer ingår i Ericales enligt nyare klassificeringssystem:
- Aktinidiaväxter (Actinidiaceae, bland annat kiwi)
- Ardisiaväxter (Myrsinaceae)
- Balsaminväxter (Balsaminaceae)
- Blågullsväxter (Polemoniaceae)
- Cyrillaceae
- Ebenholtsväxter (Ebenaceae)
- Fjällgröneväxter (Diapensiaceae)
- Flugtrumpetväxter (Sarraceniaceae)
- Fouquieriaceae
- Konvaljbuskeväxter (Clethraceae)
- Ljungväxter (Ericaceae)
- Maesaceae
- Marcgraviaceae
- Paranötsväxter (Lecythidaceae)
- Pellicieraceae
- Pentaphylacaceae
- Roridulaceae
- Sapotillväxter (Sapotaceae)
- Sladeniaceae
- Storaxväxter (Styracaceae)
- Symplocaceae
- Ternstroemiaceae
- Tetrameristaceae
- Teofrastaväxter (Theophrastaceae)
- Teväxter (Theaceae)
- Viveväxter (Primulaceae)

I det äldre Cronquistsystemet var Ericales-ordningen mindre omfattande och placerad i underklassen Dilleniidae. Följande familjer ingick:
- Cyrillaceae
- Epacridaceae (ingår nu i ljungväxterna)
- Grubbiaceae (nu placerad i Cornales)
- Konvaljbuskeväxter (Clethraceae)
- Kråkbärsväxter (Empetraceae, ingår nu i ljungväxterna)
- Ljungväxter (Ericaceae)
- Monotropaceae (ingår nu i ljungväxterna)
- Pyrolaceae (ingår nu i ljungväxterna)